# Ottawa (Ohio)
Ottawa ist ein Village und County Seat des Putnam County, Ohio, Vereinigte Staaten. Bei der Volkszählung 2000 hatte der Ort 4367 Einwohner.

## Geographie
Ottawa liegt in der geographischen Mitte des Putnam Countys, 95 Meilen (153 Kilometer) nördlich von Dayton und 66 Meilen (106 Kilometer) südwestlich von  Toledo und dem Eriesee entfernt. Die Siedlung am Ufer des Blanchard River ist regelmäßig vom Hochwasser betroffen. Drei größere Überschwemmungen ereigneten sich in den Jahren 2007–2009.
Nachbarorte Ottawas sind Gilboa, Pandora, Columbus Grove, Kalida, Kieferville, Miller City, Leipsic und Glandorf (im Osten beginnend im Uhrzeigersinn).

## Geschichte
Der Ort entstand an Stelle der letzten Siedlung der Ottawa-Indianer, die 1833 ihre letzten Reservate in Ohio aufgeben mussten und nach Kansas umgesiedelt wurden. Der ursprüngliche Name lautete Tawa Town. Am Blanchard River bestanden zwei Ottawa-Dörfer dieses Namens, Upper- und Lower Tawa Town; das letztere lag im heutigen Ortsgebiet. Die neuen Siedler konnten ab 1833 das Land aufkaufen. Der Ortsname Ottawa wurde 1862 offiziell eingeführt. 1866 zog der Sitz der County-Verwaltung vom benachbarten Kalida nach Ottawa um.

## Bevölkerung
95,3 % sprachen Englisch, 4,2 % Spanisch und 0,5 % Deutsch als Muttersprache[14].

### Volkszählung 2010
Bei der Volkszählung von 2010 lebten 4460 Menschen, 1829 Haushalte und 1207 Familien im Dorf. Die Bevölkerungsdichte betrug 948,9 Einwohner pro Quadratkilometer (366,4/km²). Es gab 1983 Wohneinheiten mit einer durchschnittlichen Dichte von 421,9 pro Quadratkilometer (162,9/km²). Die rassische Zusammensetzung des Dorfes war 92,5 % Weiß, 0,8 % Afroamerikaner, 0,4 % Indianer, 0,3 % Asiaten, 4,8 % von anderen Rassen und 1,2 % von zwei oder mehr Rassen. Hispanoamerikaner oder Latinos jeder Rasse waren 10,3 % der Bevölkerung.
Es gab 1829 Haushalte, von denen 32,4 % Kinder unter 18 Jahren hatten, 50,1 % Ehepaare, die zusammenwohnten, 11,7 % einen weiblichen Hausherrn ohne Mann, 4,2 % einen männlichen Hausherrn ohne Frau und 34,0 % Nicht-Familien. 30,3 % aller Haushalte bestanden aus Einzelpersonen und 13,8 % aus Alleinstehenden, die 65 Jahre oder älter waren. Die durchschnittliche Haushaltsgröße betrug 2,41 und die durchschnittliche Familiengröße 2,98.
Das mittlere Alter im Dorf betrug 38,8 Jahre. 26,1 % der Einwohner waren unter 18 Jahre alt; 8,2 % waren zwischen 18 und 24 Jahre alt; 22,8 % waren zwischen 25 und 44 Jahre alt; 27,5 % waren zwischen 45 und 64 Jahre alt; und 15,4 % waren 65 Jahre oder älter. Die Geschlechterzusammensetzung des Dorfes war 48,5 % männlich und 51,5 % weiblich.

#### Volkszählung 2000
Bei der Volkszählung von 2000 lebten 4367 Menschen, 1759 Haushalte und 1157 Familien im Dorf. Die Bevölkerungsdichte betrug 1126,6 Einwohner pro Quadratkilometer (434,6/km²). Es gab 1849 Wohneinheiten mit einer durchschnittlichen Dichte von 477,0 pro Quadratkilometer (184,0/km²). Die rassische Zusammensetzung des Dorfes war 94,34 % Weiß, 0,27 % Afroamerikaner, 0,09 % Indianer, 0,44 % Asiaten, 3,73 % von anderen Rassen und 1,12 % von zwei oder mehr Rassen. Hispanoamerikaner oder Latinos jeder Rasse waren 7,35 % der Bevölkerung.
Es gab 1759 Haushalte, von denen 32,0 % Kinder unter 18 Jahren hatten, 51,7 % verheiratete Paare waren, die zusammenwohnten, 10,3 % hatten einen weiblichen Haushalt ohne Mann und 34,2 % waren Nicht-Familien. 30,4 % aller Haushalte bestanden aus Einzelpersonen und 12,8 % aus Alleinstehenden, die 65 Jahre oder älter waren. Die durchschnittliche Haushaltsgröße betrug 2,45 und die durchschnittliche Familiengröße 3,08.
Im Dorf war die Bevölkerung mit 26,8 % unter 18 Jahren, 8,0 % von 18 bis 24 Jahren, 28,0 % von 25 bis 44 Jahren, 22,9 % von 45 bis 64 Jahren und 14,4 % von 65 Jahren oder älter verteilt. Das mittlere Alter betrug 37 Jahre. Auf 100 Weibchen kamen 95,8 Männchen. Auf 100 Frauen im Alter von 18 Jahren und darüber kamen 90,7 Männer.

##### Medianeinkommen
Das Medianeinkommen für einen Haushalt im Dorf betrug 39.034 $, und das Medianeinkommen für eine Familie betrug 50.810 $. Männer hatten ein durchschnittliches Einkommen von 35.174 $ gegenüber 25.456 $ für Frauen. Das Pro-Kopf-Einkommen des Dorfes betrug 22.476 Dollar. Etwa 2,8 % der Familien und 5,3 % der Bevölkerung lagen unterhalb der Armutsgrenze, darunter 3,4 % der unter 18-Jährigen und 9,8 % der über 65-Jährigen.

## Verkehr
Ottawa liegt an der Kreuzung der U.S. Route 224 und der State Route 65. Die nächstgelegenen Fernstraßen sind im Süden der U.S. Highway 30 und der Interstate 75. Die Eisenbahngesellschaften The Indiana and Ohio Railway und CSX Transportation unterhalten Verbindungen zum Ort. Drei Meilen östlich von Ottawa befindet sich der Putnam County Airport.

## Bildung und Kultur
An staatlichen Bildungseinrichtungen stehen vor Ort zwei Grundschulen, die Ottawa Elementary und die Saints Peter and Paul Catholic School zur Verfügung. Von den 51 Kirchen des Putnam County befinden sich neun in Ottawa. Drei Gebäude des Ortes wurden in das National Register of Historic Places aufgenommen, darunter der Sitz des Bezirksgerichtes.